# Julian Zachariewicz

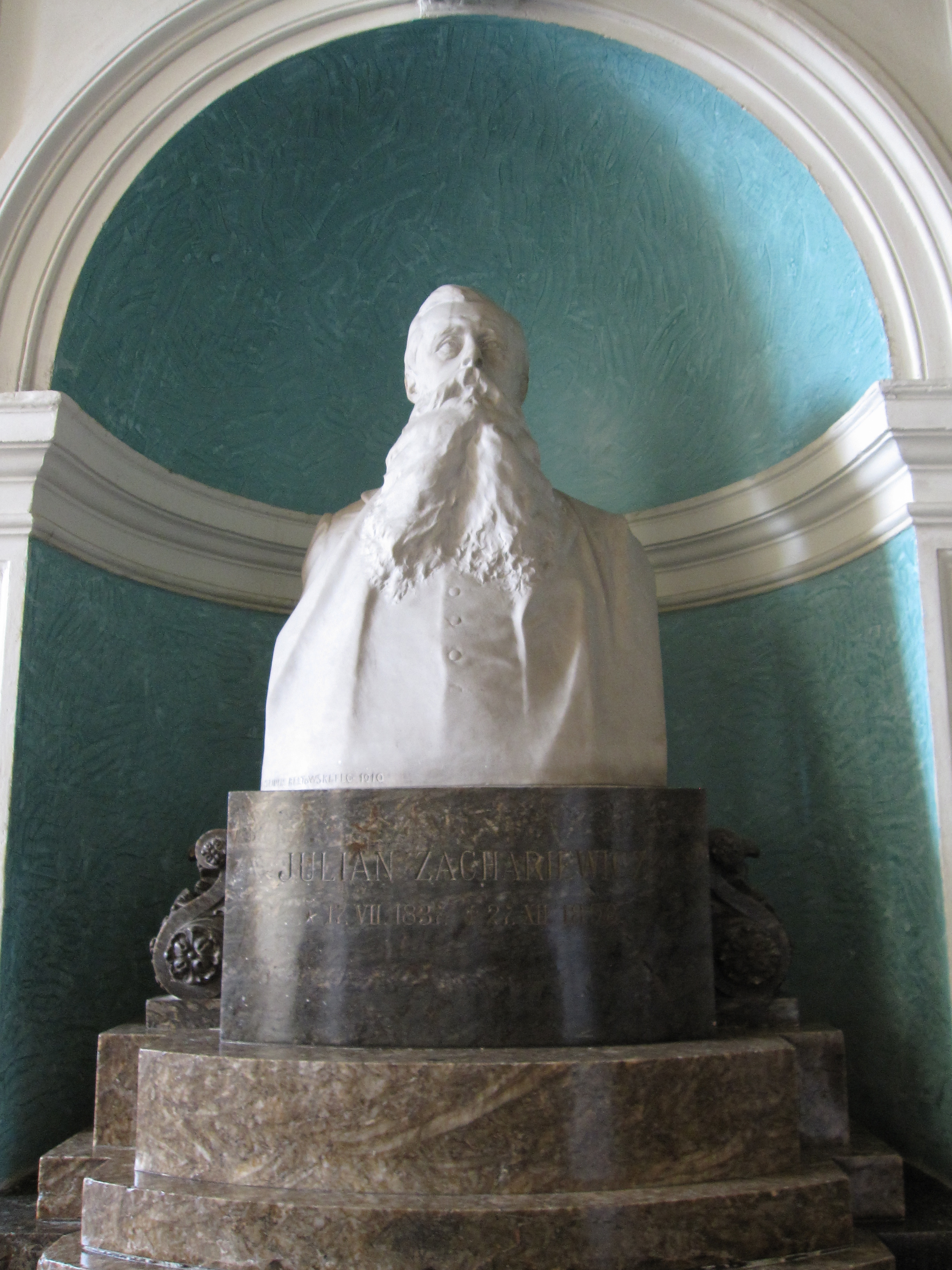
Marmorbüste von Julian Zachariewicz, die zu seinen Lebzeiten angefertigt wurde. Sie befindet sich im Foyer der Nationalen Polytechnischen Universität Lwiw

Julian Oktawian Zachariewicz von Lwigród (* 17. Juli 1837 in Lwiw; † 27. Dezember 1898 ebenda) war ein polnischer Architekt und Restaurator armenischer Abstammung. Er war Absolvent des Polytechnischen Instituts Wien und Professor sowie Rektor (1881–1882) der Technischen Hochschule Lemberg. 

## Leben
Julian Zachariewicz wurde in Lemberg in eine armenische Familie geboren. Nach seinem Abschluss am Polytechnischen Institut Wien (heute: Technischen Universität Wien) arbeitete er bis 1870 in verschiedenen Positionen als Ingenieur bei den K.k. Staatsbahnen. 1871 wurde ihm die Stelle des Direktors der neu gegründeten Fakultät für Bauingenieurwesen an der Technischen Hochschule Lemberg (heute: Nationale Polytechnische Universität Lwiw) angeboten. Daraufhin kehrte er nach Lemberg zurück und arbeitete als Professor an der Akademie, wo er zum Dekan der Fakultät für Bauingenieurwesen ernannt wurde. Zwischen 1877–1878 und 1881–1882 war er Rektor der Technischen Hochschule Lemberg. 1877 erhielt er den Titel "Ritter" des österreichischen Adels mit dem Prädikat von Lwigród.
Zachariewicz entwarf das Hauptgebäude der Lemberger Polytechnischen Hochschule sowie das Gebäude der Fakultät für Chemie. Das Hauptgebäude, bekannt als die "Mutter der polnischen technischen Universitäten", wurde im eklektischen Neorenaissance-Stil entworfen, der zu dieser Zeit in Mode war. Vor dem Entwurf der Polytechnischen Hochschule unternahm Zachariewicz mehrere Reisen durch Deutschland und Österreich, um sich mit den neuesten Innovationen im Bauwesen vertraut zu machen. Er entwarf auch zahlreiche öffentliche Gebäude und private Residenzen, darunter den Bahnhof von Iași (1869–70), die Synagoge in Czernowitz, die Galizische Sparkasse in Lemberg, die Kirche der Franziskanerinnen in Lemberg, die Villa von Jan Styka und die Tyszkiewicz-Villa in Vilnius. Außerdem führte er Renovierungen an der Kirche der Heiligen Familie in Tarnów sowie kontroverse Renovierungen der Kirche Unserer Lieben Frau vom Schnee und der Johanniskirche in Lemberg durch.
1894 überwachte er zusammen mit Franciszek Skowron den Bau von über 100 Pavillons für die Allgemeine Nationale Ausstellung in Lemberg. Er ist Autor des Buches „Zabytki sztuki w Polsce“ (Kunstdenkmale in Polen), das 1895 veröffentlicht wurde.
Julian Zachariewicz wurde auf dem Lytschakiwski-Friedhof beigesetzt. Seien Söhne sind Alfred Zachariewicz und Julian Edwin Zachariewicz.

## Galerie

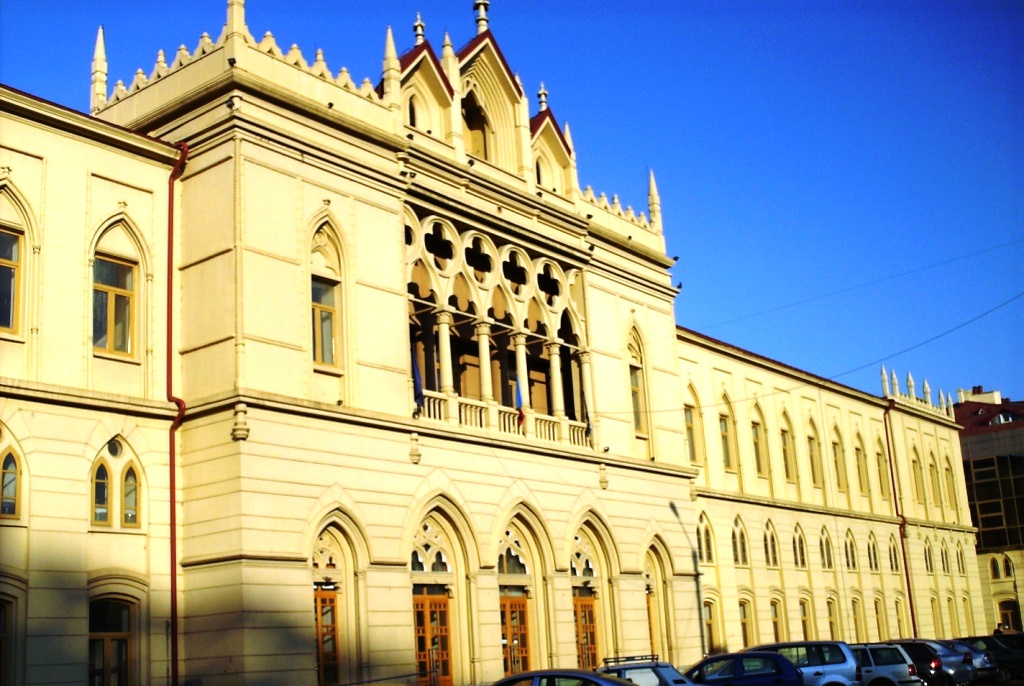
Bahnhof von Iași
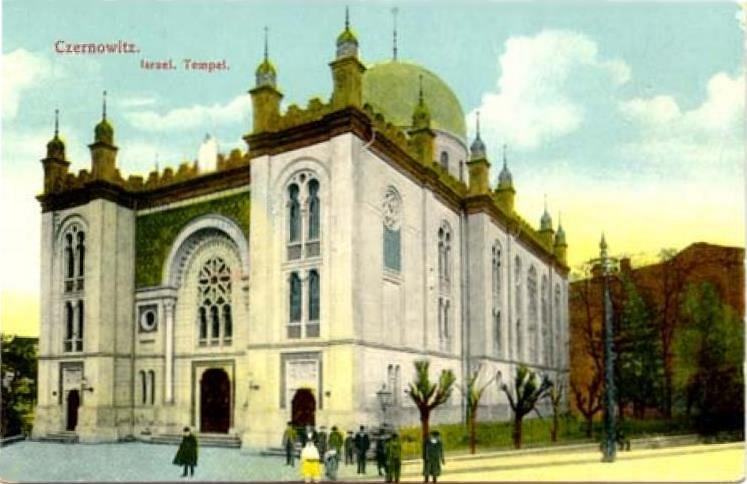
Synagoge in Czernowitz
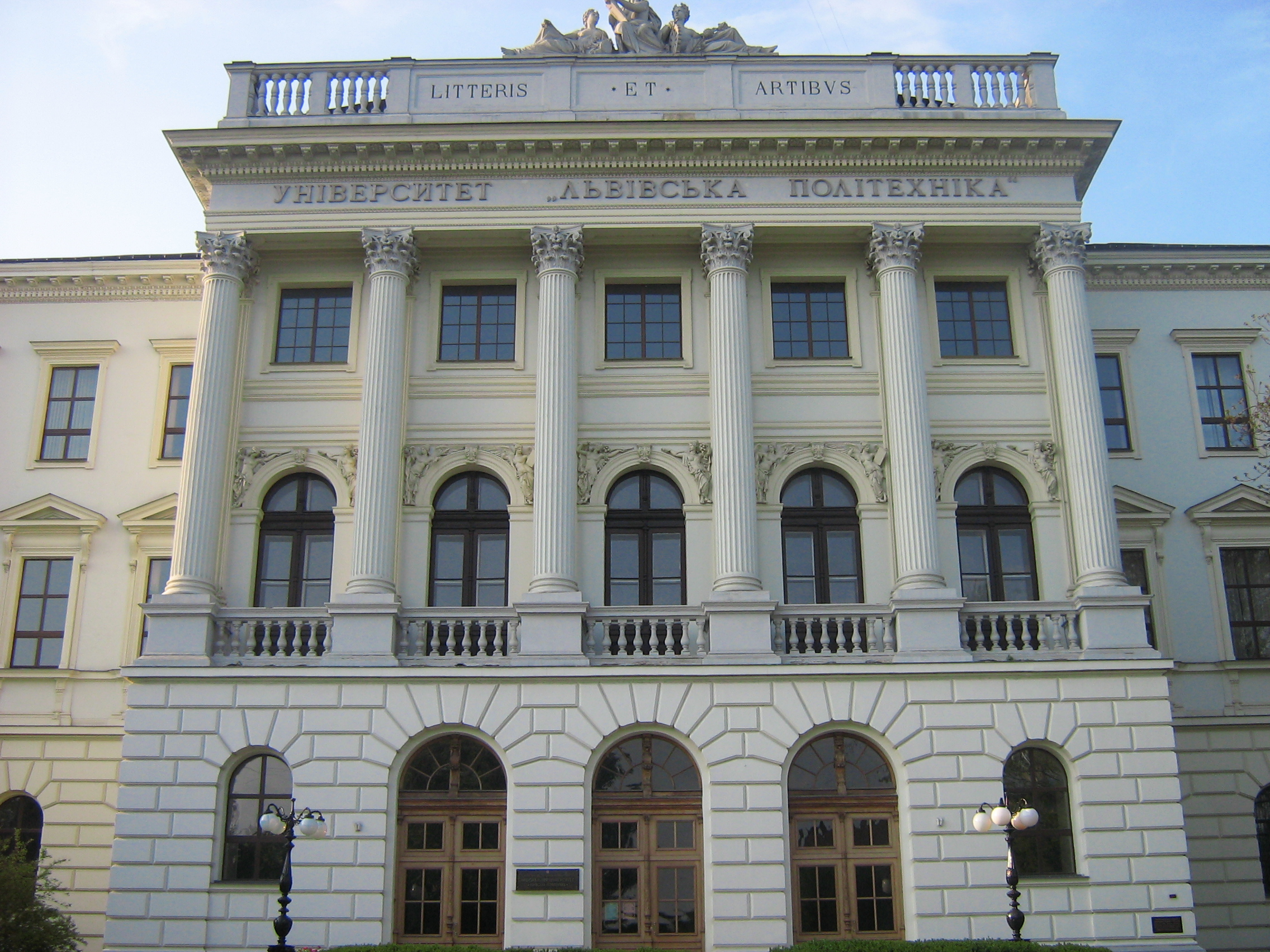
Hauptgebäude des Polytechnikums in Lemberg
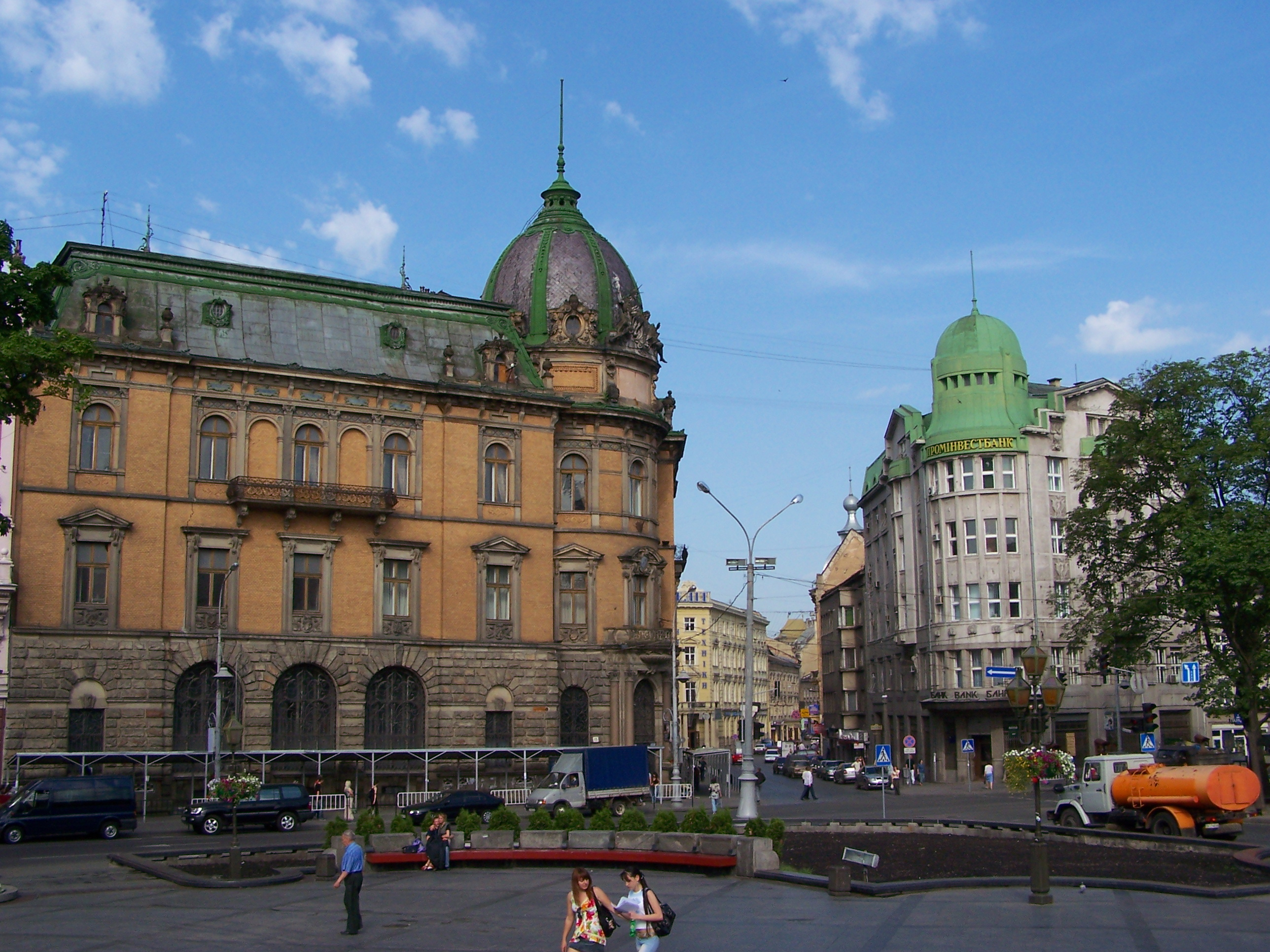
Galizische Sparkasse in Lemberg
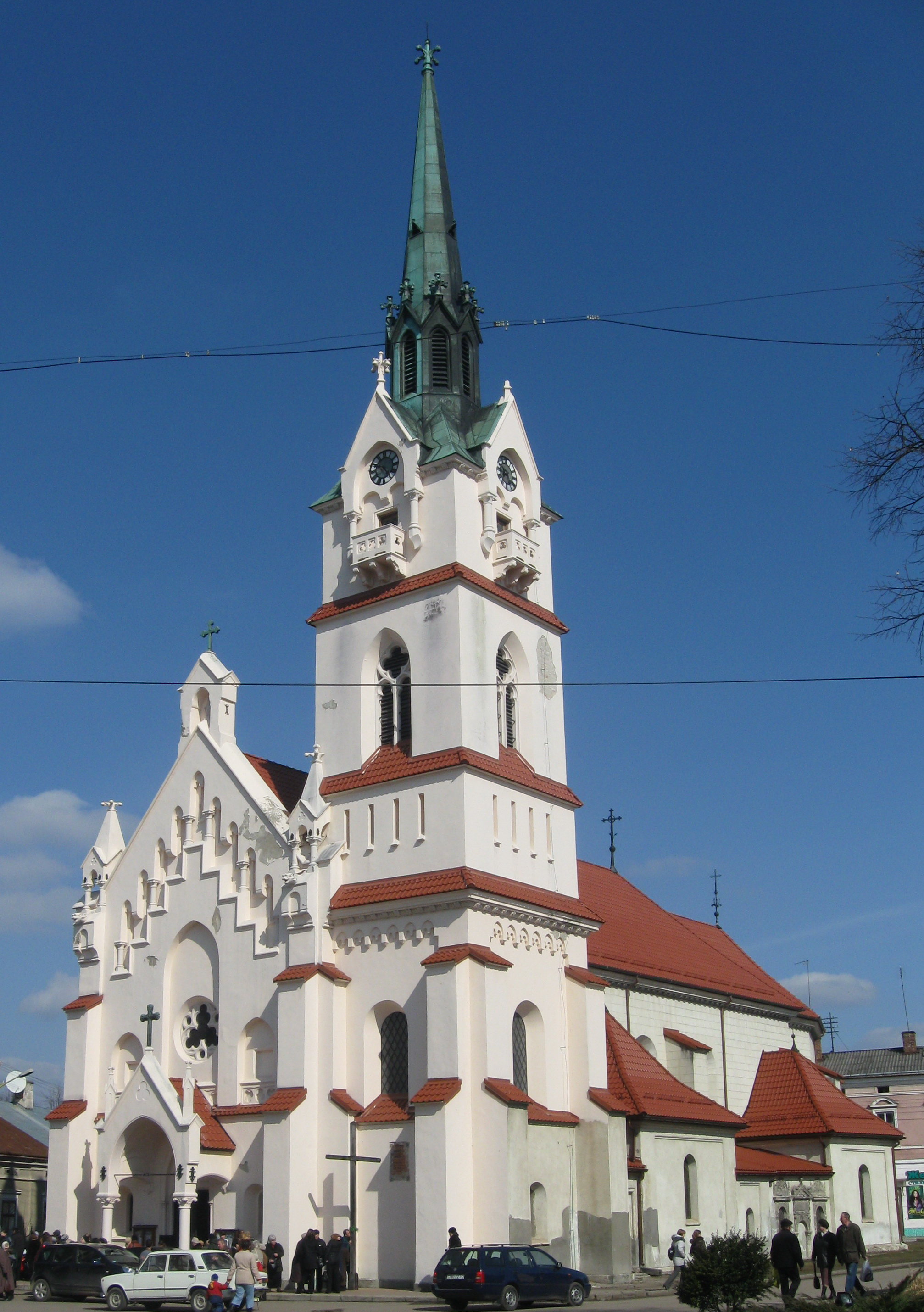
Marienkriche in Stryi
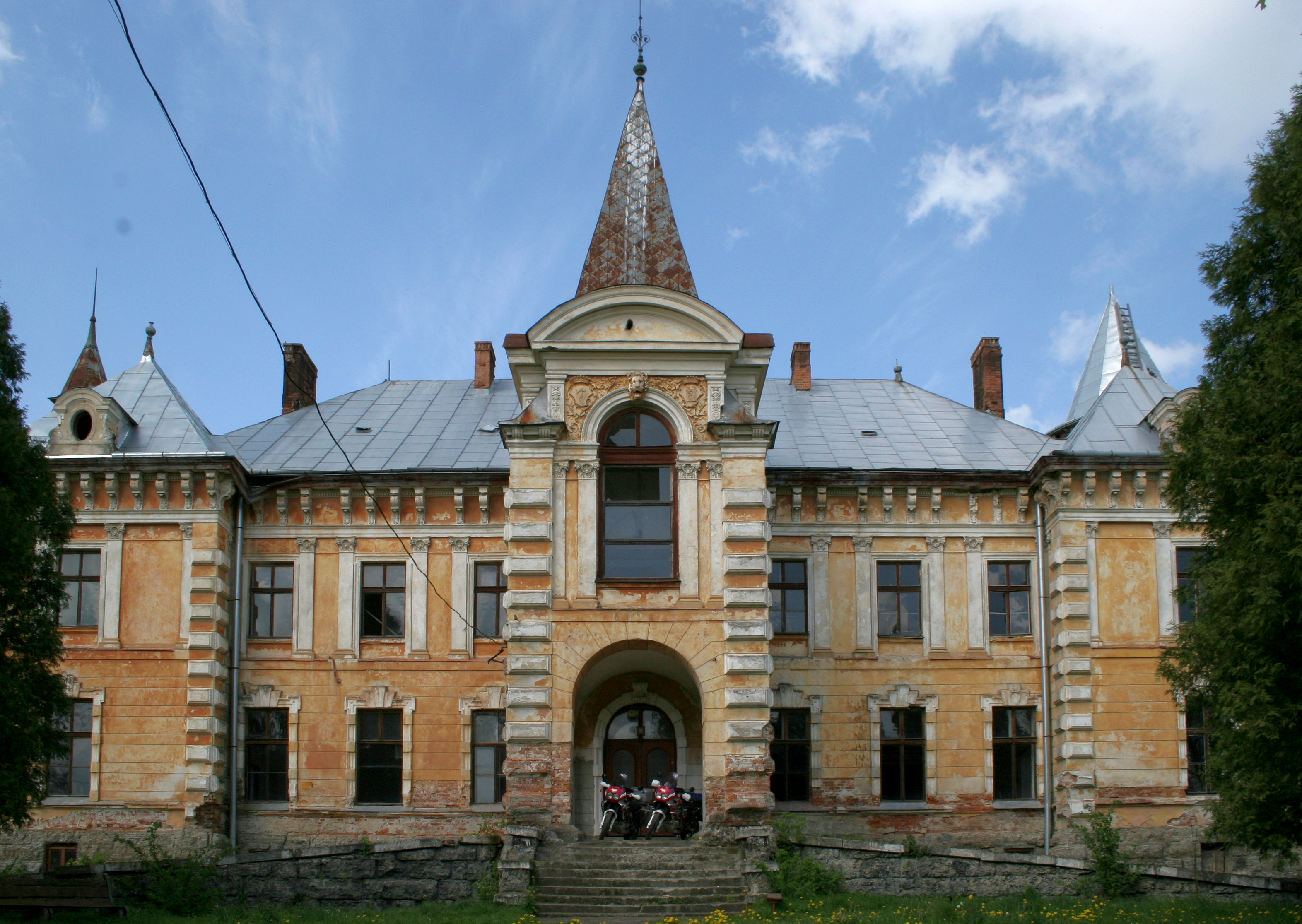
Psary-Palast
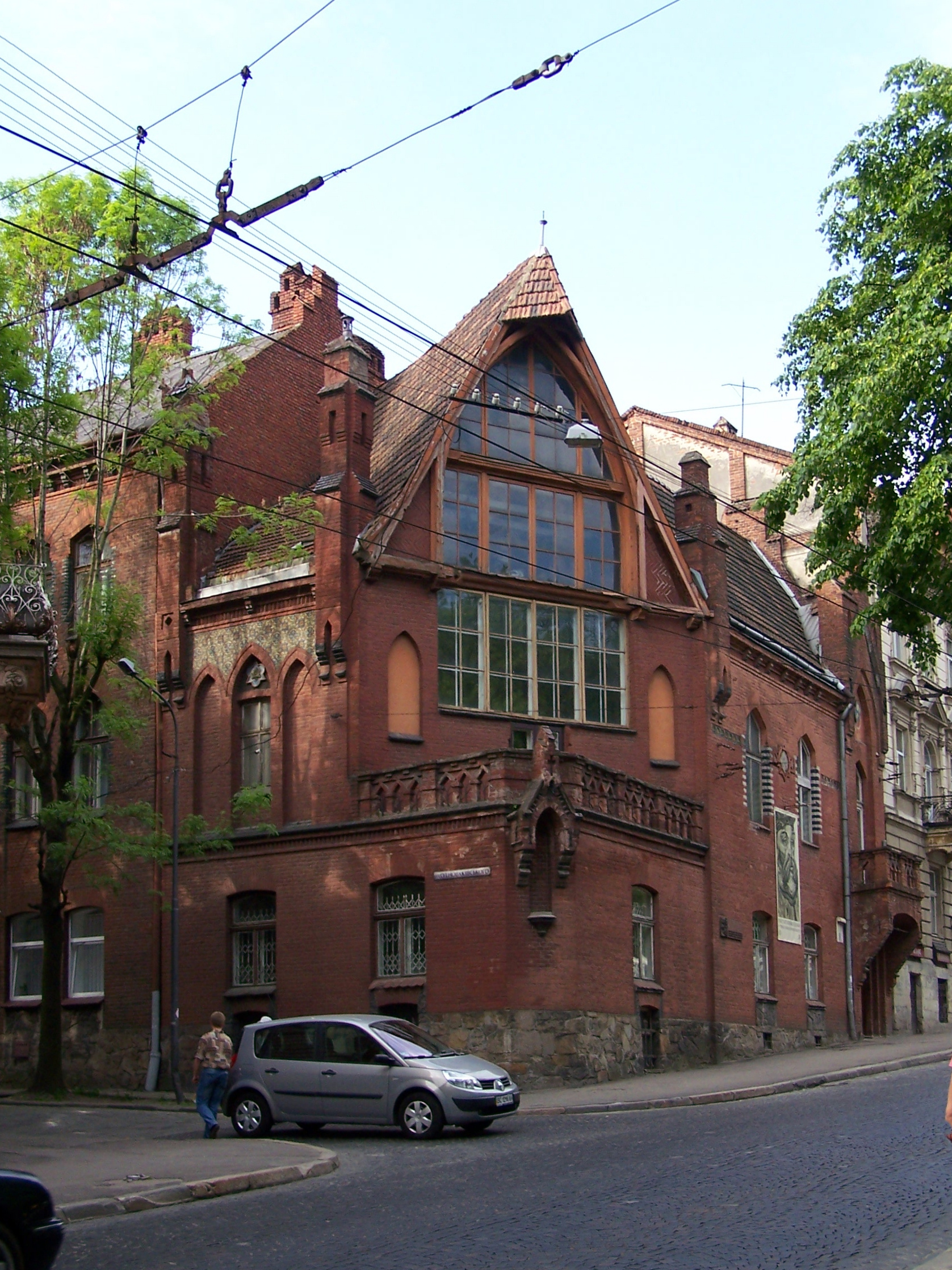
Haus von Jan Styka in Lemberg
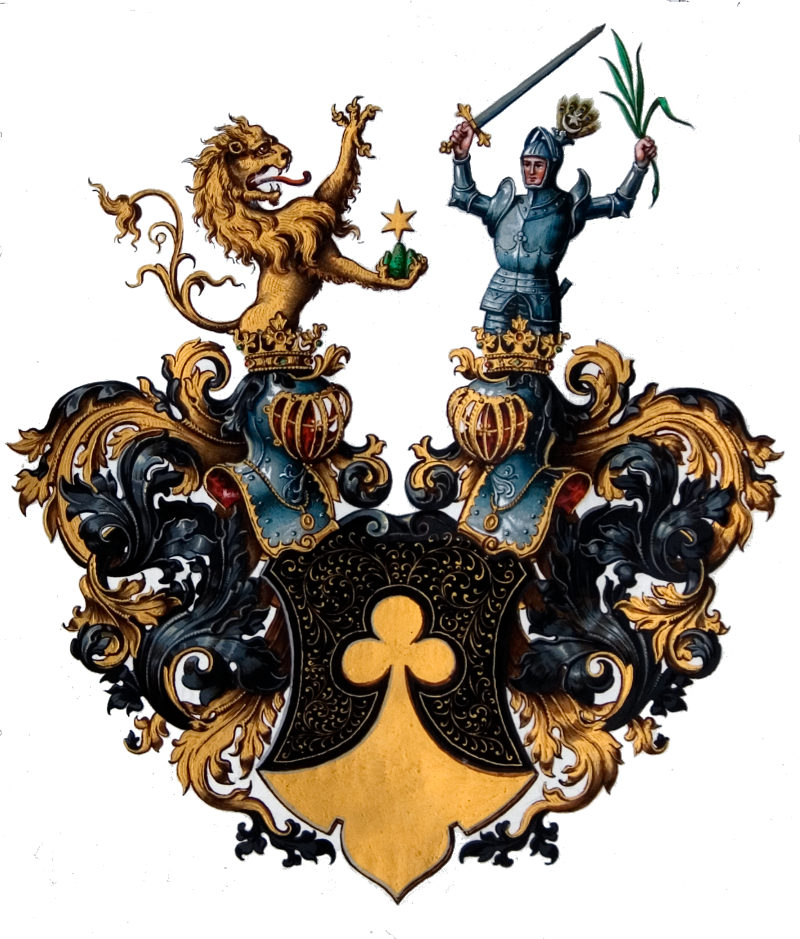
Wappen der Familie Zachariewicz